# The Sand Lark
The Sand Lark è un cortometraggio muto del 1916 diretto da E.D. Horkheimer e H.M. Horkheimer.

## Produzione
Il film fu prodotto dalla Knickerbocker Star Features (Balboa Amusement Producing Company). Venne girato a Long Beach, cittadina californiana dove la casa di produzione aveva la sua sede.

## Distribuzione
Il film, un cortometraggio di tre bobine, uscì nelle sale cinematografiche USA il 28 luglio 1916.